# A4 (Luxemburg)
L'A4 o autopista A4 coneguda també com l'Autopista d'Esch-sur-Alzette (en francès: Autoroute d'Esch-sur-Alzette) és una autopista al sud de Luxemburg. Té 16,302 quilòmetres (10,130 milles) de longitud i connecta la Ciutat de Luxemburg, amb Esch-sur-Alzette a prop de la frontera amb França.

## Descripció
L'A4 va ser inaugurada en sis seccions separades:
- 1969: Pontpierre – Lallange
- 1972: Leudelange-Nord – Leudelange-Sud
- 1974: Merl – Leudelange-Nord
- 1976: Leudelange-Sud – Pontpierre
- 1988: Lallange – Lankelz
- 1992: Lankelz – Raemerech.[1][2]

## Ruta
| Cruïlles i estructures |                     |               |
|                        | Ciutat de Luxemburg |               |
|                        | Cruïlla de Cessange | A6 Luxemburg  |
| (J1)                   | Leudelange (Nord)   |               |
| (J2)                   | Leudelange (Sud)    |               |
| (J3)                   | Pontpierre          |               |
| /                      | Pontpierre serveis  |               |
| (J4)                   | Foetz               |               |
|                        | Cruïlle d'Esch      | A13 Luxemburg |
| (J5)                   | Lallange            |               |
|                        | Cruïlle de Lankelz  | A13 Luxemburg |
|                        | Esch-sur-Alzette    |               |